# Municipio de Ida (Míchigan)
El municipio de Ida (en inglés: Ida Township) es un municipio ubicado en el condado de Monroe en el estado estadounidense de Míchigan. En el año 2010 tenía una población de 4964 habitantes y una densidad poblacional de 51,92 personas por km².

## Geografía
El municipio de Ida se encuentra ubicado en las coordenadas 41°52′2″N 83°35′55″O / 41.86722, -83.59861. Según la Oficina del Censo de los Estados Unidos, el municipio tiene una superficie total de 95.61 km², de la cual 95,17 km² corresponden a tierra firme y (0,47 %) 0,45 km² es agua.

## Demografía
Según el censo de 2010, había 4964 personas residiendo en el municipio de Ida. La densidad de población era de 51,92 hab./km². De los 4964 habitantes, el municipio de Ida estaba compuesto por el 98,47 % blancos, el 0,26 % eran afroamericanos, el 0,22 % eran amerindios, el 0,2 % eran asiáticos, el 0,22 % eran de otras razas y el 0,62 % eran de una mezcla de razas. Del total de la población el 1,55 % eran hispanos o latinos de cualquier raza.